# Răchiți
Răchiți è un comune della Romania di 4 740 abitanti, ubicato nel distretto di Botoșani, nella regione storica della Moldavia.
Il comune è formato dall'unione di 4 villaggi: Cișmea, Costești, Răchiți, Roșiori.